# Holmium
Holmium (chemická značka Ho, latinsky Holmium) je měkký stříbřitě bílý, přechodný kovový prvek, 11. člen skupiny lanthanoidů. Nachází využití při výrobě silných permanentních magnetů, speciálních slitin pro jadernou energetiku a laserů.

## Základní fyzikálně-chemické vlastnosti
Holmium je stříbřitě bílý, měkký přechodný kov.
Chemicky je holmium méně reaktivní než předchozí prvky ze skupiny lanthanoidů. Na suchém vzduchu je prakticky stálé, ve vlhkém prostředí se pomalu pokrývá vrstvičkou oxidu. Snadno se rozpouští v běžných minerálních kyselinách za vývoje vodíku.
Ve sloučeninách se vyskytuje pouze v mocenství Ho3+. Soli Ho3+ vykazují vlastnosti podobné sloučeninám ostatních lanthanoidů a hliníku. Všechny tyto prvky tvoří například vysoce stabilní oxidy, které nereagují s vodou a jen velmi obtížně se redukují. Ze solí anorganických kyselin jsou důležité především fluoridy a fosforečnany, jejich nerozpustnost ve vodě se používá k separaci lanthanoidů od jiných kovových iontů. Holmité soli mají obvykle žlutou nebo narůžovělou barvu.
Holmium objevili roku 1878 současně Marc Delafontaine, Jacques Louis Soret a Per Teodor Cleve jako nečistotu ve zkoumaném oxidu erbitém. Jméno získal prvek po starém latinském názvu města Stockholmu.

## Výskyt a výroba
Holmium je v zemské kůře obsaženo v koncentraci přibližně 1,2 mg/kg, o jeho obsahu v mořské vodě údaje chybí. Ve vesmíru připadá jeden atom holmia na 500 miliard atomů vodíku.
V přírodě se holmium vyskytuje pouze ve formě sloučenin. Neexistují však ani minerály, v nichž by se některé lanthanoidy (prvky vzácných zemin) vyskytovaly samostatně, ale vždy se jedná o minerály směsné, které obsahují prakticky všechny prvky této skupiny. Mezi nejznámější patří monazity (Ce,La,Th,Nd,Y)PO4 a xenotim, chemicky fosforečnany lanthanoidů, dále bastnäsity (Ce,La,Y)CO3F – směsné flourouhličitany prvků vzácných zemin a např. minerál euxenit (Y,Ca,Ce,U,Th)(Nb,Ta,Ti)2O6.
Velká ložiska těchto rud se nalézají ve Skandinávii, USA, Číně a Vietnamu. Významným zdrojem jsou i fosfátové suroviny – apatity z poloostrova Kola v Rusku.
Při průmyslové výrobě prvků vzácných zemin se jejich rudy nejprve louží směsí kyseliny sírové a chlorovodíkové a ze vzniklého roztoku solí se přídavkem hydroxidu sodného vysráží hydroxidy.
Separace jednotlivých prvků se provádí řadou různých postupů – kapalinovou extrakcí, za použití ionexových kolon nebo selektivním srážením nerozpustných komplexních solí.
Příprava čistého kovu se obvykle provádí redukcí oxidu holmitého Ho2O3 elementárním vápníkem.
Ho2O3 + 3 Ca → 2 Ho + 3 CaO

## Použití a sloučeniny
Podobně jako gadolinium vykazuje holmium vysoký účinný průřez pro záchyt tepelných neutronů a jeho slitiny jsou materiálem pro výrobu moderátorových tyčí v jaderných reaktorech. Zasunutím těchto tyčí do nitra reaktoru dojde k poklesu neutronového toku a tím zpomalení štěpné reakce.
Holmium je součástí velmi silných umělých magnetů a zařízení pro fokusaci magnetických polí.
Holmium se uplatňuje při výrobě laserů na bázi granátů yttria a železa nebo fluoridů yttria a lanthanu. Lasery uvedených typů slouží pro vyzařování elektromagnetického záření v infračervené oblasti spektra.
Sloučeniny holmia se ve sklářském průmyslu užívají pro barvení skloviny do žluta.